# Masanaga Kageyama
Masanaga Kageyama (jap. 影山 雅永 Kageyama Masanaga; ur. 23 maja 1967) – japoński piłkarz występujący na pozycji obrońcy.

## Kariera klubowa
Od 1990 do 1996 roku występował w klubach JEF United Ichihara, Urawa Reds i Brummell Sendai.